# Repubblica Cisalpina
La Repubblica Cisalpina fu uno Stato dell'Italia settentrionale, che si estese principalmente nelle odierne regioni Lombardia ed Emilia-Romagna e, marginalmente, in Veneto e in Toscana.
Lo Stato mutò dapprima il proprio nome in Repubblica Italiana (1802-1805) e quindi Regno d'Italia (1805-1814).

## Istituzione
La Repubblica Cisalpina fu una repubblica sorella sotto il controllo giacobino, conseguenza diretta degli sconvolgimenti susseguitisi alla Rivoluzione francese in territorio italiano.
Lo Stato venne istituito il 29 giugno 1797 dal generale corso Napoleone Bonaparte con la cosiddetta Campagna d'Italia (1796-1797), e comprendeva inizialmente i territori dello Stato di Milano, la Repubblica Cispadana che raccoglieva l’antico Ducato di Modena e il Ducato di Massa, e i vecchi domini di terraferma veneziani di Bergamo, Brescia e  Crema, mentre dopo la pubblicazione della Costituzione si aggiunsero le Legazioni pontifice di Bologna, Ferrara e Ravenna il 27 luglio.
L'Arciducato d'Austria riconobbe formalmente la Repubblica Cisalpina con il trattato di Campoformio il 17 ottobre 1797, permettendo l'annessione dello Stato del Mantovano, dei territori veneziani tra l'Oglio e il Benaco e della Valtellina, confini che furono ratificati il 15 novembre. Il trattato sancì anche il passaggio della Repubblica di Venezia dalla Francia all'Austria, eccetto per le numerose isole ioniche che formavano parte dello Stato da Mar.
La capitale della Repubblica Cisalpina fu stabilita a Milano.

## Estensione ed economia

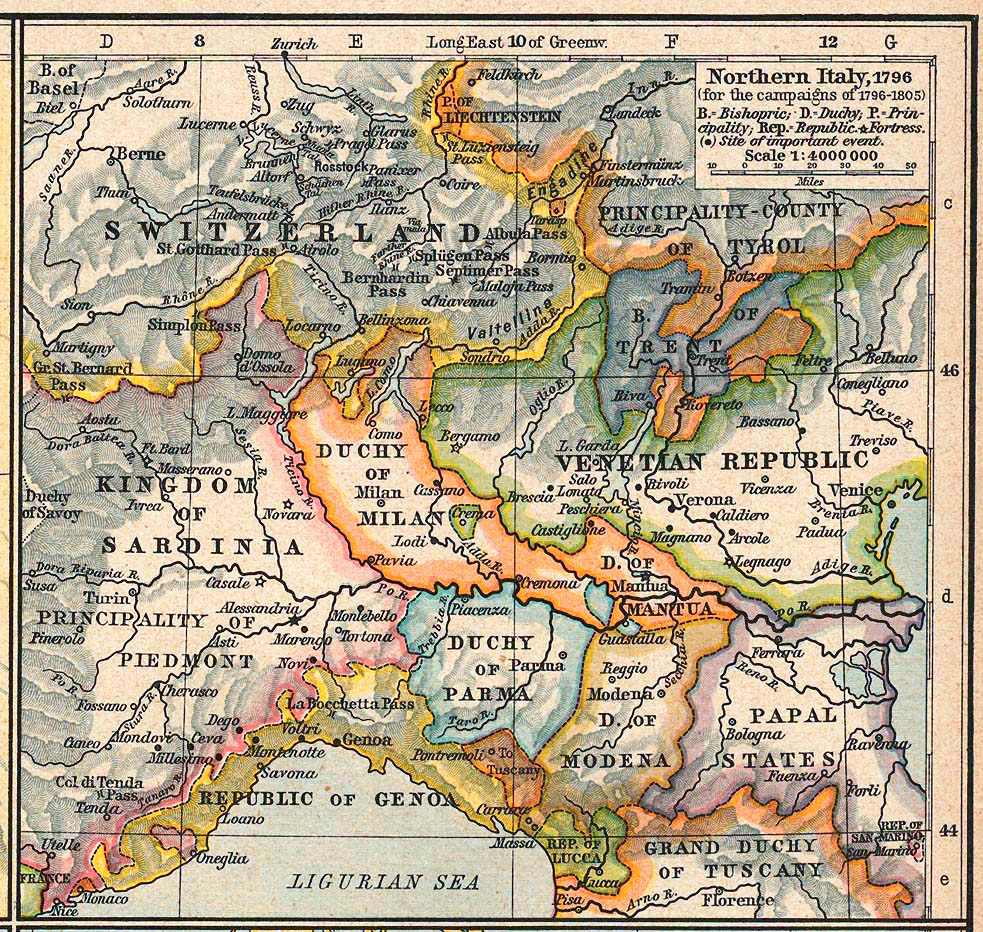
La suddivisione politica dell'Italia nel 1796 prima della costituzione della Repubblica Cisalpina

Il territorio della repubblica nella sua massima estensione era formato anche da territori veneti, tra cui la parte di Verona a ovest del fiume Adige e Rovigo.
Lo Stato nel 1797 si estendeva su una superficie di 42500 km² e aveva una popolazione di 3 milioni e 240 000 abitanti, suddivisa in venti dipartimenti. La capitale era Milano, in quanto centro più importante e popoloso (circa 127 000 abitanti nel 1798), capoluogo del dipartimento d'Olona. Il paese era economicamente prospero e si basava su un'agricoltura di tipo cerealicolo con forti presenze nella sericoltura e nella zootecnica; l'attività artigianale tradizionale era solida e lo sviluppo dell'industria serica fiorente.

## Forma istituzionale
La forma istituzionale dello Stato ricalcava molto quella francese, trattandosi di una cosiddetta repubblica direttoriale.
Il territorio venne diviso in dipartimenti gestiti da un'amministrazione centrale di cinque membri, e nei quali venivano eletti i giudici di pace, i magistrati e gli elettori, uno ogni duecento abitanti aventi diritto di voto. Questi ultimi eleggevano due consigli: quello dei Seniori e quello dei Giuniori. Il primo era composto da quaranta a sessanta membri e aveva il compito di approvare le leggi e promuovere eventuali variazioni della Carta Costituzionale; il secondo, invece, era formato da ottanta a centoventi membri e aveva il compito di proporre le leggi. I compiti comuni di entrambi i consigli erano l'approvazione dei trattati, la scelta di un Direttorio e la determinazione dei tributi. In realtà tuttavia, in attesa della risoluzione del conflitto bellico le funzioni legislative furono provvisoriamente affidate a quattro consigli di sei membri, uno di costituzione, uno di finanza, uno di giurisprudenza e uno militare, mentre le due camere costituzionali furono nominate direttamente da Napoleone a novembre dopo la resa delle armate austriache.
Il Direttorio era formato da cinque ministri e rappresentava il potere esecutivo. L'autorità suprema rimaneva il comandante delle truppe francesi in Lombardia. Un commissario del potere esecutivo in ciascun dipartimento assicurava il controllo governativo sugli enti locali secondo i principi del centralismo.
Venne anche adottato il calendario e l'era francese.
L'8 luglio 1797 venne emanata la Costituzione cisalpina, di contenuto moderato, modellata su quella francese del 1795. Il testo si apriva con il proclama di Napoleone e con la dichiarazione dei diritti e dei doveri dell'uomo, seguiti dai 378 articoli. Il titolo I elencava la divisione del territorio in dipartimenti, il titolo II parlava della cittadinanza, il titolo III regolava le elezioni primarie, il titolo IV i grandi elettori cui era affidata la generalità delle nomine politiche, il titolo V riguardava il potere legislativo del Gran Consiglio e del Consiglio dei Seniori, il titolo VI il potere esecutivo del Direttorio, il titolo VII disegnava gli organi dell'amministrazione locale, il titolo VIII riguardava il potere giudiziario rappresentato dai tribunali civili e penali con la Cassazione e l'Alta Corte, il titolo IX comandava la forza armata della guardia nazionale e dei soldati, il titolo X parlava delle scuole e il titolo XI delle tasse, il titolo XII riguardava le relazioni internazionali, mentre chiudevano il testo il titolo XIII sulla revisione costituzionale e il titolo XIV che raccoglieva varie disposizioni generali.
A capo del Direttorio furono posti uomini politici locali come il duca Gian Galeazzo Serbelloni e Francesco Melzi d'Eril, mentre nel corpo legislativo vennero nominati personaggi noti come i letterati Pietro Verri e Giuseppe Parini e scienziati come Alessandro Volta. L'amministrazione locale fu affidata ai distretti gestiti ciascuno da un Municipio, suddiviso in un Consiglio deliberativo e un Ufficio esecutivo, eletto per ogni anno per metà dei suoi membri. Le città sopra i 100 000 abitanti, in particolare Milano e Bologna, furono suddivise in quattro amministrazioni municipali di circondario raccordate da un dicastero centrale. I Comuni sotto i tremila abitanti, svuotati delle loro principali funzioni tradizionali, non rimanevano individuati che nelle assemblee popolari e nel singolo agente municipale, membro della municipalità distrettuale, nominato d’ufficio dal Direttorio per emergenza bellica.
La seconda Costituzione venne nuovamente imposta dai francesi, stavolta ad opera dell’ambasciatore Trouvé il 1º settembre 1798, tramite un golpe di stampo autoritario volto ad ottenere risparmi per le finalità belliche. Mantenuto lo schema testuale della precedente Carta, si procedette a vari tagli: i dipartimenti scesero da venti a undici, e i loro amministratori da cinque a tre, gli elettori divennero uno ogni quattrocento abitanti, il Consiglio dei Giuniori venne riportato a ottanta membri, e il Consiglio degli Anziani a quaranta, e la soglia dei Comuni che potevano mantenere una propria amministrazione municipale fu elevata a diecimila abitanti. Ovviamente, con l’occasione si rinominarono d’ufficio tutte le autorità pubbliche. Il generale Brune volle che il 27 ottobre si convocassero nelle chiese prepositurali di ogni distretto le assemblee primarie per l’approvazione della Costituzione.

### Membri del Direttorio
29 giugno 1797 - 1º settembre 1798 Iº Direttorio
nominato da Napoleone su proclama dell’11 messidoro V
- Giovanni Galeazzo Serbelloni (1744-1802)
  - sostituito da Giovanni Battista Savoldi dal 13 novembre 1797
- Marco Alessandri (1º mandato) (1755-1830)
- Pietro Moscati (1739-1824)
  - sostituito da Jacopo Lamberti (1º mandato) dal 16 aprile 1798
- Giovanni Paradisi (1760-1826)
  - sostituito da Carlo Testi dal 16 aprile 1798
- Giovanni Costabili (1756-1841)
  - sostituito da Girolamo Adelasio dal 10 luglio 1798

1º settembre 1798 - 29 aprile 1799 IIº Direttorio 
nominato dall’ambasciatore Trouvé su proclama del 14 fruttidoro VI
- Girolamo Adelasio (subisce tentato golpe)
  - Antonio Sabbati (solo dal 17 ottobre al 14 dicembre 1798)
- Marco Alessandri (2º mandato) (fino al marzo 1799)
  - Ferdinando Marescalchi (1764-1816) (dal marzo 1799)
- Jacopo Lamberti (2º mandato) (fino al marzo 1799)
  - Fedele Vertemate Franchi (dal marzo 1799)
- Giuseppe Luosi (1755-1830) (subisce tentato golpe)
  - Antonio Smancini (solo dal 17 ottobre al 14 dicembre 1798)
- Fedele Sopransi (subisce tentato golpe)
  - Vincenzo Brunetti (solo dal 17 ottobre al 14 dicembre 1798)

### Ministri
Nomina di Napoleone con proclama del 12 messidoro V
- Ministro della Polizia Gaetano Porro (poi Fedele Sopransi dal 9 frimale VI, poi Diego Guicciardi dal 19 brumaio VI, poi Vincenzo Brunetti dal 22 messidoro VI, poi Francesco Visconti dal 9 frimale VII, poi Pioltini dal 1º nevoso VII,[20] poi Perseguiti dal 26 germinale VII)
- Ministro della Guerra Ambrogio Birago (poi Martin Vignolle dal 19 brumaio VI, e Bianchi d'Adda dal 16 germinale VII)
- Ministro delle Finanze Lodovico Ricci (poi Girolamo Adelasio dal 15 pratile VI, poi Giovanni Costabili dal 22 messidoro VI, poi Daniele Felici dal 28 messidoro VI, poi Arauco dall’11 frimale VII)
- Ministro della Giustizia Giuseppe Luosi (poi Francesco Pancaldi dal 21 fruttidoro VI)
- Ministro degli Esteri Carlo Testi (poi Ambrogio Birago dal 27 germinale VI)
- Ministro degli Interni Giuseppe Ragazzi[21](poi Antonio Tadini dal 19 brumaio VI, poi Diego Guicciardi dal 22 messidoro VI, poi Pellegrini Nobili dal 13 piovoso VII)

## Il tricolore
La Repubblica Cisalpina resta importante in quanto ereditò il tricolore della Repubblica Transpadana. È lo stesso tricolore dell'attuale Repubblica Italiana, nato quindi sull'onda delle idee giacobine e napoleoniche che venivano dalla Francia.
Le bandiere di queste repubbliche sono conservate al Museo del Tricolore di Reggio Emilia.

Bandiera della Repubblica Cisalpina (1797-1802)
Bandiera della Repubblica italiana (1802-1805)
Bandiera del Regno Italico (1805-1814)

Da notare che il tricolore della Repubblica Cisalpina venne modificato durante la Repubblica Italiana del 1802 perché era troppo simile a quello francese e considerato troppo rivoluzionario.

## Trattato di alleanza
Formalmente la Repubblica Cisalpina era uno stato indipendente alleato della Francia, ma il trattato di alleanza sottoscritto l’8 ventoso VI, alias 21 febbraio 1798, praticamente sanciva la sudditanza della neo-repubblica a quella francese, similmente a quanto accaduto alla Repubblica Batava.
I termini del trattato, infatti, erano a favore della santa Francia che avrebbe mantenuto il controllo della polizia e un presidio militare di ben venticinquemila uomini a spese della repubblica stessa, la quale avrebbe dovuto formare, equipaggiare e mantenere anche una sua forza armata di trentamila uomini che avrebbe partecipato alle campagne napoleoniche.
Un secondo trattato, collegato al primo, stabiliva il libero commercio fra le due repubbliche e l’adesione cisalpina al blocco continentale contro l’Inghilterra.

### Reazioni al trattato
Il 4 marzo 1798 il Direttorio cisalpino presentò il trattato al consiglio dei Giuniori per la ratifica; il consiglio, nettamente sfavorevole ai termini del trattato, temporeggiò per alcuni giorni, ma a seguito delle minacce del generale Louis Alexandre Berthier approvò il trattato. Ben diversa fu la reazione del consiglio dei Seniori che, pur esprimendo profonda gratitudine alla Francia, bocciò il trattato in quanto il nuovo stato non sarebbe stato in grado di fare fronte alle onerose spese imposte. Questa posizione scatenò la rabbia dell'esercito e del Direttorio parigino; i Seniori vennero accusati di tenere discorsi sediziosi e il generale Berthier minacciò di imporre un governo militare sulla regione. Al generale Louis Alexandre Berthier venne sostituito Guillaume Marie Anne Brune, che appena arrivato destituì alcuni Giuniori e Seniori e ottenne infine che fosse approvato il trattato. L'8 giugno 1798 ci fu la ratifica.

### Rapporti con la Svizzera

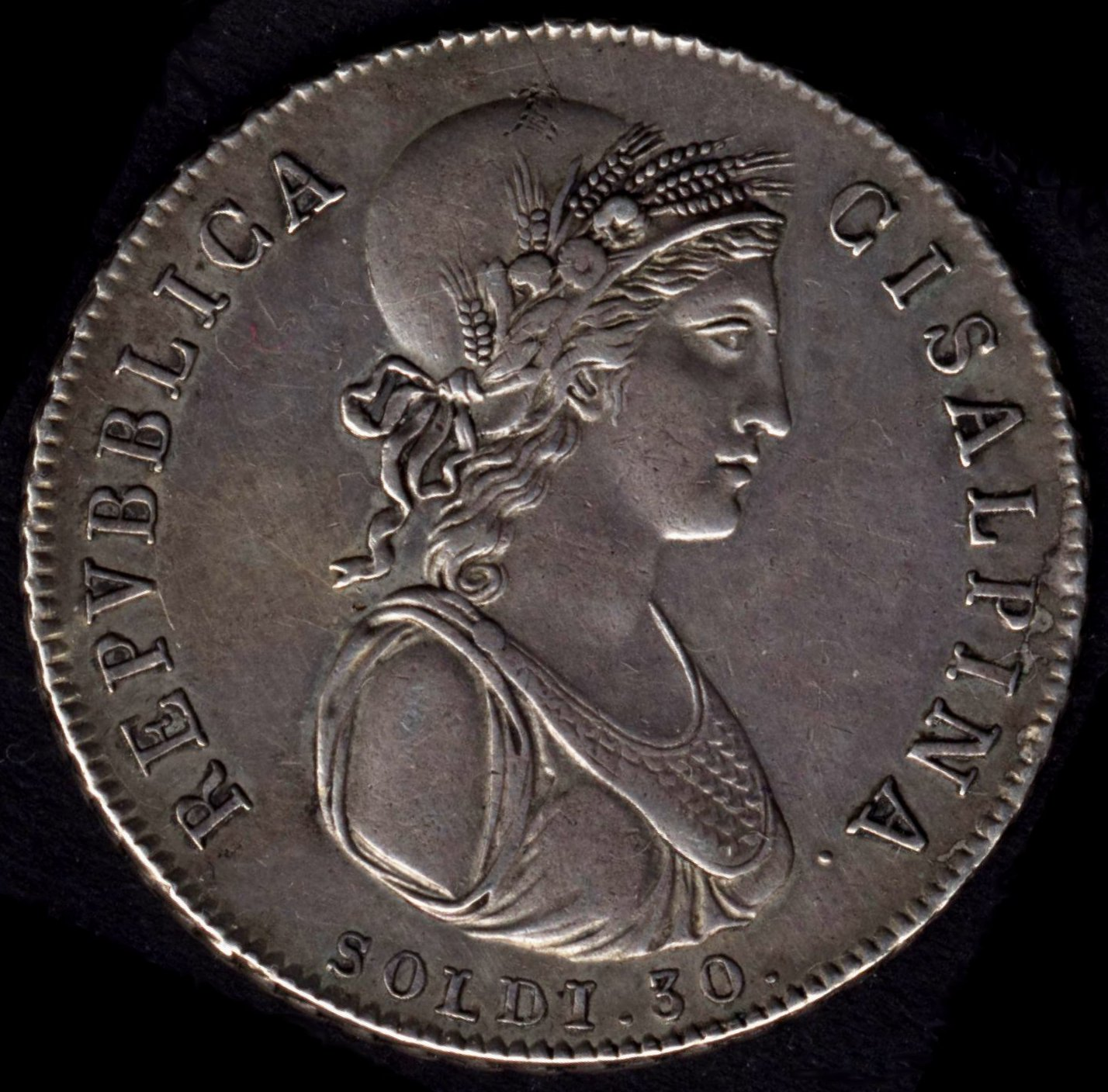
30 soldi coniati nel 1801 dalla Repubblica Cisalpina

Grazie alle relazioni di spesa del ministero degli Esteri, apprendiamo che la Repubblica aveva ambasciate a Parigi, Madrid, Vienna, Napoli, Firenze, Zurigo, Genova, Torino e Parma, un consolato a Livorno e due agenti straordinari alle trattative fra la Francia e l’Impero.
I rapporti con la Svizzera (allora trasformata nella Repubblica Elvetica) furono in particolare difficili a causa delle pretese egemoniche della Repubblica Cisalpina, volte a creare uno Stato nazionale di lingua e cultura italiane sul modello francese compreso tra la Repubblica Subalpina controllata da Napoleone e la territorio veneto assegnato agli Asburgo. Quindi l'obiettivo era quello di conquistare i territori svizzeri di lingua italiana a sud delle Alpi, riuscendo però ad annettere solo la Valtellina appartenente alla Repubblica delle Tre Leghe. Fu tentato anche un colpo di mano per l'annessione di Lugano il 15 febbraio 1798 (partito da Campione d'Italia e fallito per l'intervento dei Volontari Luganesi), ma con il trascorrere del tempo e con la nascita della Repubblica Elvetica le pretese si ridussero a due tentativi di occupazione del Mendrisiotto. Il Mendrisiotto fu occupato una prima volta nel 1798, quando Antonio Isidoro Rusca fu inviato a Milano come segretario della commissione incaricata di negoziare l'annessione di Mendrisio alla Repubblica Cisalpina, e una seconda volta tra il 1810 e il 1813, in seguito a una temporanea occupazione da parte delle truppe del Regno d'Italia del generale Achille Fontanelli, che ne reclamava l'annessione con il pretesto di reprimervi il contrabbando fra Svizzera e Regno d'Italia.

## La seconda Repubblica

### L’invasione tedesca

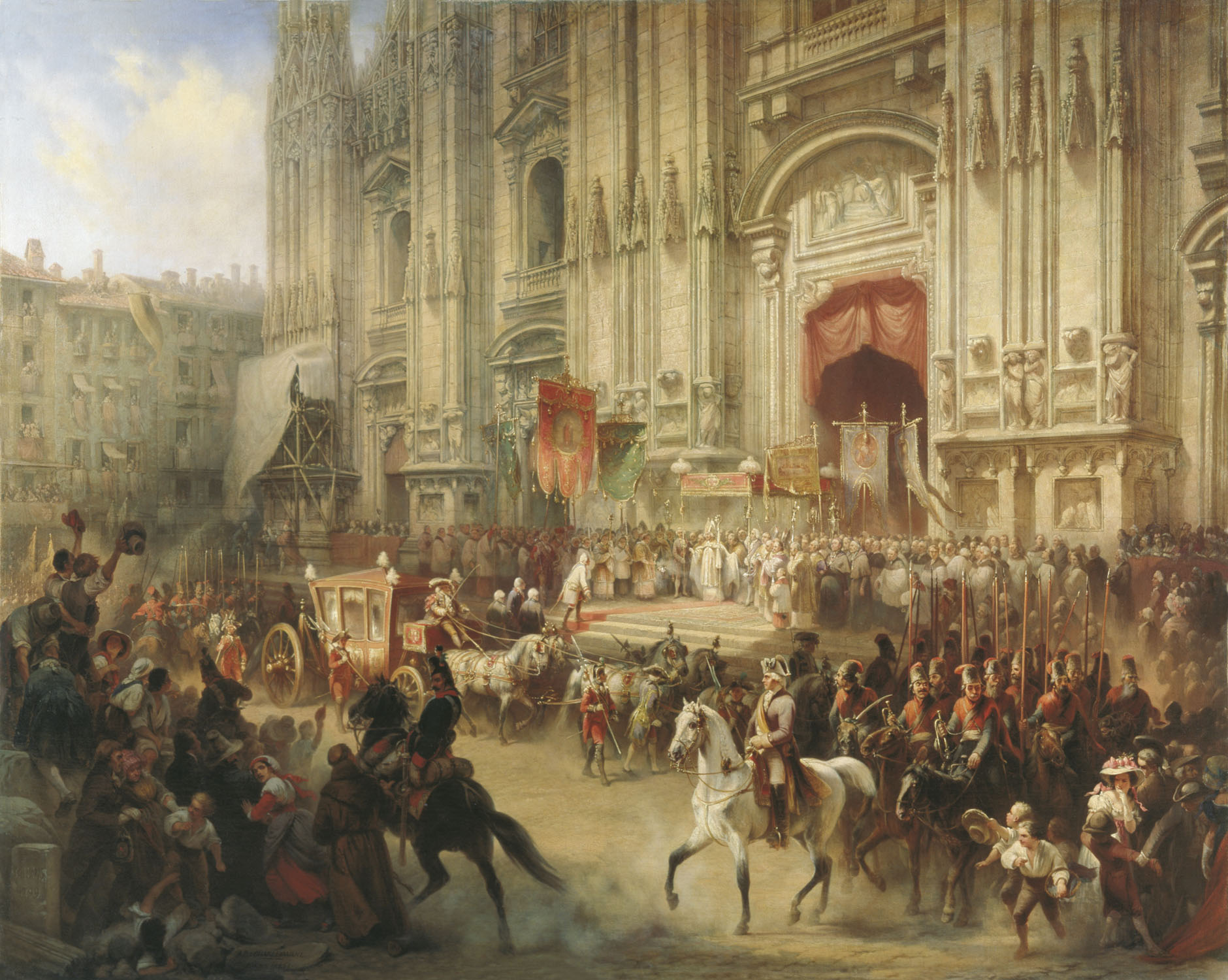
Suvurov entra a Milano nel 1799

La Repubblica venne sciolta in seguito alle sconfitte patite dalla Francia ad opera degli eserciti austro-russi (Guerre napoleoniche della seconda coalizione) nell'aprile del 1799. La Lombardia fu affidata a una Commissione imperiale guidata dal conte mantovano Federico Cocastelli, commissario dell’armata austriaca, sotto cui vennero attivate una Direzione generale delle regie finanze e una Direzione generale di contabilità. L’intero apparato era infatti finalizzato alla raccolta dei fondi per le spese belliche: una Delegazione generale delle province lombarde, con un rappresentante dei nobili di ciascuna provincia incluse Crema, Bergamo e Brescia, ridivise da dogane per far cassa ma aggregate all'amministrazione generale, rendendo peraltro evidente il doppio gioco tedesco, restaurare nei loro antichi territori ma conquistare in quelli altrui, venne istituita sotto la guida del Regio delegato milanese Francesco Nava con la sola finalità di non creare tensioni col patriziato in materia fiscale. Le politiche repressive non si fecero attendere: una Regia commissione generale di polizia fu incaricata di individuare i giacobini e gli anti-cattolici, che vennero poi mandati a processo sommario davanti alla Regia commissione giudiziaria per l'esame de' delitti di lesa maestà. Una Commissione delegata alla revisione dei contratti fu incaricata di restituire ai nobili e alla Chiesa Cattolica i beni sequestrati ed eventualmente venduti ai privati nel triennio repubblicano. Il 5 maggio furono riportati in carica i vecchi delegati comunali censuari e le municipalità repubblicane furono abolite. La maggiore età fu riportata a 24 anni. Un governo provvisorio per la Valtellina venne infine installato a Chiavenna sotto la direzione del barone di Lichtenturn. L’intero sistema giuridico cisalpino, compreso quello provvisorio transpadano, furono abrogati con sovrano decreto del 29 giugno.

### Il trionfo napoleonico

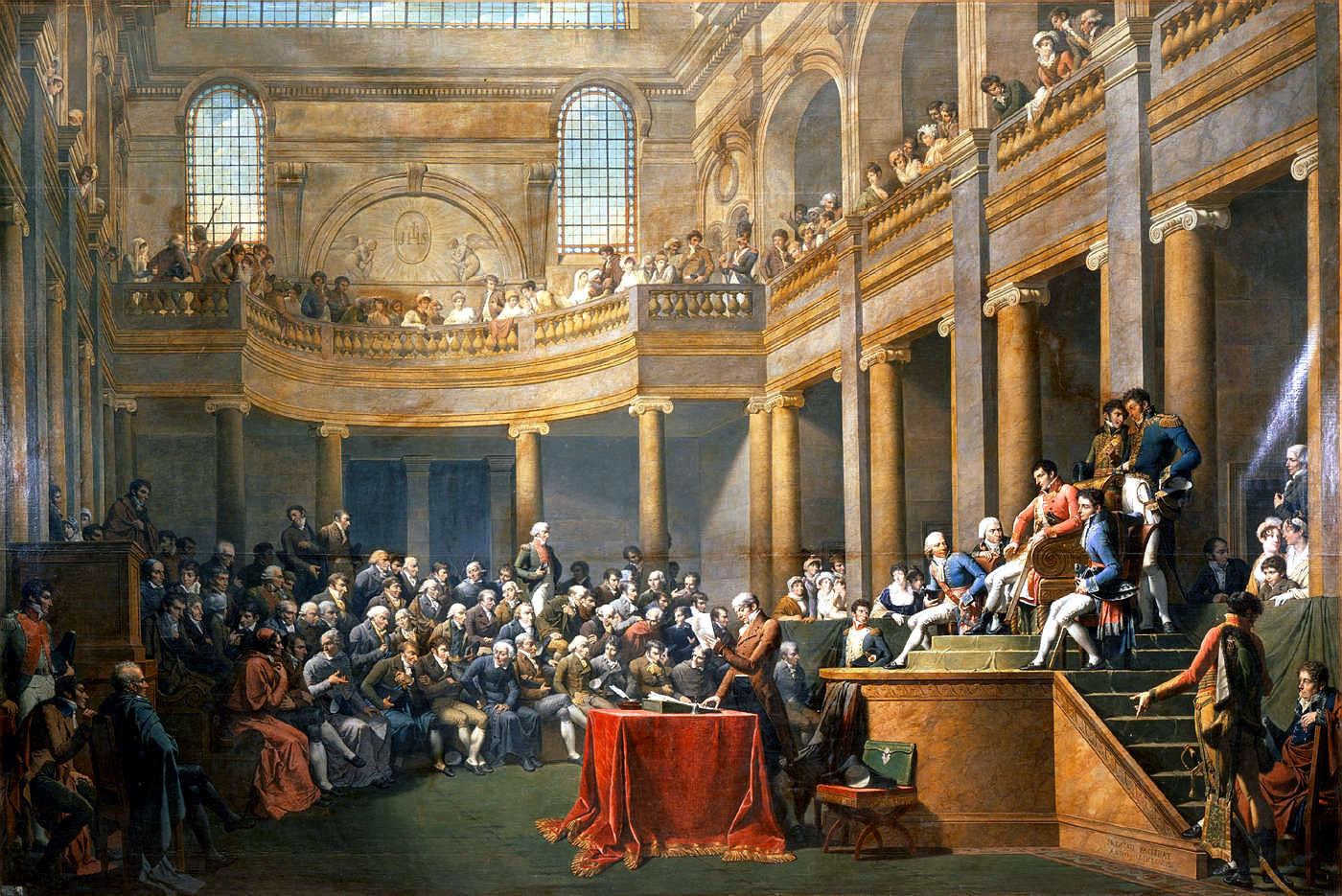
26 gennaio 1802,
La Consulta della Repubblica Cisalpina riceve il Primo Console (Nicolas-André Monsiau, 1806-08).

La Repubblica venne ricostituita in seguito alla nuova Campagna d'Italia (1800) di Napoleone divenuto nel frattempo console: il 30 maggio Cocastelli batté in ritirata delegando una Reggenza provvisoria che il 2 giugno accolse le vittoriose armate francesi diventando Amministrazione provvisoria della città di Milano. Il 28 pratile VIII Bonaparte decise che il governo della repubblica fosse affidato sotto sorveglianza francese a una Commissione straordinaria di governo di nove membri, rendendo chiaro che anche nella Cisalpina avrebbe avuto corso il nuovo regime moderato transalpino chiudendo definitivamente il periodo rivoluzionario giacobino. Il potere sulle leggi fu assegnato semplicemente a una Consulta legislativa di 50 membri nominata da Napoleone il 5 messidoro; tra i primi suoi atti, oltre alla coniazione della prima moneta della repubblica,, si segnalò il contro annullamento di tutte le leggi dell’occupazione austriaca e il ristabilimento di quelle cisalpine, tranne quelle fiscali e religiose a riprova del nuovo corso borghese e più filo clericale del generale corso. L'amministrazione locale fu affidata confusamente a un sistema ibrido che ricreava le municipalità ma si arrendeva a tenere in carica i restaurati deputati censuari dei comuni. Per la sicurezza fu investita un Comitato di polizia generale provvisorio. Il 3 vendemmiale IX anche la Cisalpina fu affidata come la Francia ad un triumvirato, il Comitato di governo, composto da Giovanni Battista Sommariva, Sigismondo Ruga e Francesco Visconti, che tuttavia in breve tempo attirò forti perplessità a causa di una diffusa corruzione di cui lo stesso Sommariva si rese protagonista. Al vertice del dipartimento della guerra venne designato Giovan Battista Bianchi d’Adda, a quello degli affari interni e esteri Francesco Pancaldi, Ambrogio Soldini fu nominato ispettore generale del dipartimento delle finanze, mentre a Smancini venne attribuito quello della polizia e giustizia. Nel frattempo, a far data dal 1º vendemmiale IX Napoleone decretò che il territorio della repubblica fosse ampliato ad ovest annettendogli il Novarese, che la Lombardia aveva perso nelle varie guerre del Settecento: il 6 brumaio venne quindi creato il Dipartimento dell'Agogna. Ci fu poi il trattato di Lunéville del 9 febbraio 1801 che riportò in essere il nuovo assetto territoriale napoleonico dell'Italia, tra cui l'evoluzione della Repubblica Piemontese verso una Repubblica Subalpina da annettere alla Francia. La Repubblica Cisalpina fu definitivamente ripristinata includendo i territori della ex-Repubblica Veneta fino all’Adige sottratti al dominio austriaco. A questo punto Bonaparte decise di dare un assetto definitivo alle sue conquiste, e con legge del 21 brumaio X venne nominata una consulta da riunirsi a Lione per stabilire una nuova Costituzione moderata e censitaria.

## Repubblica Italiana

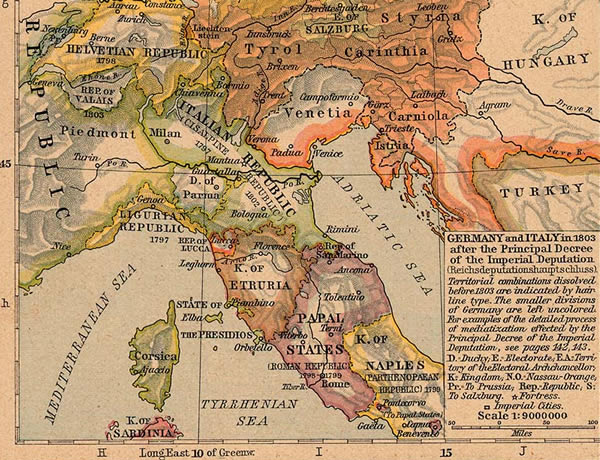
La suddivisione politica dell'Italia nel 1803.

Il 26 gennaio 1802 alla Consulta di Lione viene sancita la nascita della Repubblica Italiana con capitale Milano e Napoleone presidente. Francesco Melzi d'Eril fu, invece, nominato vicepresidente.
La nuova repubblica auspicava liberarsi dalla forte presenza napoleonica, ottenere la piena indipendenza e unire la penisola sotto un unico stato. Il governo di Melzi d'Eril era molto oculato e si proponeva la creazione di un'amministrazione moderna e di un esercito nazionale, per cui fu introdotta anche la coscrizione obbligatoria. Melzi d'Eril si era circondato di uomini capaci e fidati come Ferdinando Marescalchi, Giuseppe Prina e Alessandro Trivulzi. 
La situazione internazionale era tuttavia fermamente stabilita in tutt’altro senso.
La breve vita della Repubblica Italiana si concluse tre anni dopo, il 18 marzo 1805, quando Napoleone proclamò il Regno d'Italia, incoronandosi re con la Corona ferrea.